# Anthony Moura-Komenan
Anthony Moura-Komenan (* 20. Januar 1986 in Bruges, Frankreich) ist ein ivorischer ehemaliger Fußballspieler.

## Karriere
Anthony Moura-Komenan erlernte das Fußballspielen in Frankreich in den Jugendmannschaften vom FC Eyrans Saint-Seurin Cartelègue, FC Estuaire Haute-Gironde und Girondins Bordeaux. Bei Bordeaux stand er von 2004 bis 2006 unter Vertrag. Hier wurde er in der B-Mannschaft eingesetzt. Mitte 2006 wechselte er zum FC Libourne-Saint-Seurin. Von Juli 2008 bis Dezember 2008 war er vertrags- und vereinslos. Im Januar 2009 nahm ihn der Zweitligist AC Ajaccio aus Ajaccio für den Rest der Saison unter Vertrag. Für Ajaccio absolvierte er acht Zweitligaspiele. Nach Saisonende war er wieder von Juli 2009 bis Dezember 2009 vertragslos. Über die Drittligisten AF Rodez und FC Rouen ging er Mitte 2012 nach Asien. Hier unterschrieb er einen Vertrag beim thailändischen Erstligisten Osotspa M-150 FC. Der Verein spielte in der ersten Liga, der Thai Premier League. 2016 wurde der Verein in Super Power Samut Prakan FC umbenannt. Bis Mitte 2017 absolvierte er für den Klub 134 Erstligaspiele. Zur Rückserie 2017 nahm ihn der thailändische Zweitligist PTT Rayong FC aus Rayong unter Vertrag. Nach Saisonende ging er wieder nach Frankreich, wo er sich seinem ehemaligen Verein FC Libourne anschloss.